# Karaelmaslı, Kırıkhan
Karaelmaslı là một xã thuộc huyện Kırıkhan, tỉnh Hatay, Thổ Nhĩ Kỳ. Dân số thời điểm năm 2011 là 125 người.